# Elma Muros
Elma Muros-Posadas (Magdiwang, 14 gennaio 1967) è un'ex lunghista filippina.
In virtù dei risultati ottenuti nelle competizioni sportive internazionali a cui prese parte, è considerata tra le più grandi atlete dell'arcipelago filippino. Nel corso della sua ventennale carriera fu in grado di ottenere buoni risultati anche nelle prove multiple, nonché in quelle ad ostacoli e di velocità. È la donna vincitrice di più medaglie d'oro (15) ai Giochi del Sud-est asiatico, a pari merito con la birmana Jennifer Tin Lay.
È detentrice di diversi record nazionali: 6,11 m nel salto in lungo indoor, 57"57 nei 400 metri ostacoli, 12"19 nei 100 metri piani, 25"05 nei 200 metri indoor e 5346 punti nell'eptathlon femminile.

## Biografia

### Carriera
Iniziò la propria carriera professionale nel 1981, appena quattordicenne, dopo essere stata scoperta da alcuni talent scout locali. Con il suo debutto ai XI Giochi del Sud-est asiatico, disputatisi in casa e aperti personalmente dal Presidente Marcos, divenne la più giovane rappresentante delle Filippine in questa competizione; qui ottenne un quarto posto nel salto in lungo con una misura di 5,64 m e una medaglia d'argento nella staffetta 4×100 m facendo squadra con la veterana Lorena Morcilla e le giovani Lydia de Vega e Perla Balatucan.
Benché principalmente lunghista, il suo talento atletico era ben visibile fin dai primi anni e i buoni risultati portarono la giovane di Magdiwang ad allenarsi in più discipline. Nel 1983 prese parte ai XII Giochi del Sud-est asiatico, dove poté fregiarsi dell'oro nel salto in lungo con i suoi 6,06 m, e ai Campionati asiatici di Città del Kuwait, dove ottenne invece un argento.
Partecipò ai Giochi olimpici di Los Angeles 1984, dove ottenne una delusione dovendosi fermare già alle qualificazioni con un salto di 5.64 m che le valse la ventesima piazza. Agli inizi del 1985 volò a Parigi per i mondiali indoor 1985, ma il suo 7"99 nei 60 metri piani non bastò per farle passare il turno nelle batterie. Si riscattò alla fine dell'anno quando conquistò l'oro nel salto in lungo ai XIII Giochi del Sud-est asiatico.
Il suo grande potenziale fu ulteriormente messo alla luce con l'arrivo dell'esperto allenatore Rosito Andaya, che l'avrebbe portata alla ribalta nazionale. Nell'agosto 1987, in procinto di partecipare ai XIV Giochi del Sud-est asiatico, ebbe alcune incomprensioni con gli organizzatori del torneo che la portarono a far perdere temporaneamente ogni traccia di sé. In quell'edizione il suo titolo di campionessa nel salto in lungo fu conquistato dalla connazionale Lydia de Vega, con la quale diede inizio ad un'accesa rivalità, sempre però improntata nel massimo rispetto reciproco.
Si presentò in grande forma ai XIV Giochi del Sud-est asiatico, conquistando l'oro nei 100 metri piani con un tempo di 13"98 e nel lungo con un salto di 6,52 m. Gareggiò anche ai campionati asiatici di Nuova Delhi 1989, aggiudicandosi l'argento nel lungo, e ai mondiali indoor di Budapest, dove fu eliminata nelle batterie dei 60 e 200 metri piani.
Nel 1990 partecipò ai Giochi asiatici di Pechino, fregiandosi di un inaspettato bronzo nei 400 metri ostacoli alle spalle delle cinesi Chen Juying e Chen Dongmei. Nel salto in lungo la misura di 6,37 m le valse invece un quarto posto. Aprì la stagione 1991 prendendo parte ai mondiali di Tokyo 1991 ma con un tempo di 59"90 non andò oltre le batterie dei 400 metri piani. Si riprese dalla delusione mondiale con due ori ai XV Giochi del Sud-est asiatico, rispettivamente nei 100 metri (13"66) e nel salto in lungo (6,30 m).
Saltò poi l'intera stagione 1992, e quindi la tanto attesa rassegna olimpica di Barcellona 1992, per via della nascita della figlia primogenita Klarisse. Al suo ritorno dopo un anno di pausa si confermò nuovamente tra le migliori atlete dell'Estremo Oriente, vincendo l'oro nei 400 m e nel lungo ai XV Giochi del Sud-est asiatico. Seguì poi un bronzo nel lungo ai campionati asiatici di Manila, con un salto di 6,29 m alle spalle della cinese Yao Weili e della kazaka Yelina Selina. Nella medesima stagione gareggiò come lunghista ai mondiali di Stoccarda 1993 e ai mondiali indoor di Toronto, dovendosi però fermare alle qualificazioni in entrambe le occasioni.
Ai Giochi asiatici del 1994 di Hiroshima ottenne un bronzo nel lungo con 6,41 m, dietro alle cinesi Yao Weili (6,91) e Li Jing (6,69).
Ora sola figura di punta dell'atletica filippina dopo il ritiro di Lydia de Vega, la stagione 1995 si aprì con la delusione ai mondiali indoor di Barcellona e ai mondiali di Göteborg, dove non fu in grado di andare oltre le qualificazioni del salto lungo. Successivamente volò a Giacarta in occasione dei campionati asiatici 1995, dove si fregiò del bronzo nel lungo con un salto di 6,37 m. Chiuse quindi l'annata con un grande risultato: ai XVI Giochi del Sud-est asiatico conquistò tre ori, rispettivamente nel lungo e nei 100 e 200 metri, e un argento, nei 100 metri ostacoli.
Qualificatasi ad Atlanta 1996, si presentò alla sua seconda olimpiade con buone aspettative. Il giorno del turno eliminatorio però non riuscì ad andare oltre alla misura di 6,04 che la relegò in ventinovesima posizione, ben distante dal 6,70 richiesto per accedere alla fase successiva.
Con la volontà di conoscere finalmente successo mondiale partecipò ai mondiali indoor di Parigi 1997, dove si fermò alle batterie dei 60 metri con un tempo di 7"73. Il 2 agosto fu il turno del suo ultimo mondiale, Atene 1997, ma fu eliminata nelle batterie dei 100 metri con una prestazione di 12"19. Ad ottobre si riscattò ai XVII Giochi del Sud-est asiatico, conquistando l'oro nel salto in lungo con 6,45 m e nell'eptathlon femminile con 5 269 punti. Tali successi la resero la più anziana vincitrice di una medaglia oro in quell'edizione.
Ai Giochi asiatici di Bangkok 1998 non ottenne alcuna vittoria, ma con i suoi 5 346 punti nell'eptathlon stabilì un nuovo primato nazionale. Pur avendo preso temporaneamente il comando della classifica in occasione dei 100 m ostacoli e dei 200 m piani, tale punteggio la piazzò infine al quinto e ultimo posto.
Dopo aver meditato seriamente il ritiro dalle competizioni, nel 1999 difese per l'ultima volta l'oro nel salto in lungo ai XVIII Giochi del Sud-est asiatico con una misura di 6,34 metri. Nella stessa rassegna riuscì a vincere un oro anche nell'eptathlon, ammassando un totale di 5 269 punti. Nel maggio 2000 annunciò l'intenzione di ritirarsi dopo i IX Giochi del Sud-est asiatico. Alla sua nona ed ultima apparizione, la trentaquattrenne ottenne un quarto posto nel salto in lungo e l'oro nell'eptathlon con 5059 punti.

### Dopo il ritiro
Il 23 aprile 2017, all'apertura della 60ª edizione dei Palarong Pambansa, fu insignita dell'omonimo premio alla carriera per i suoi contributi sportivi.

## Palmarès
| Anno | Manifestazione      | Sede        | Evento         | Risultato | Prestazione | Note             |
| ---- | ------------------- | ----------- | -------------- | --------- | ----------- | ---------------- |
| 1983 | Campionati asiatici | Al Kuwait   | Salto in lungo | Argento   | 6,09 m      |                  |
| 1989 | Campionati asiatici | Nuova Delhi | Salto in lungo | Argento   | 6,17 m      |                  |
| 1990 | Giochi asiatici     | Pechino     | 400 m hs       | Bronzo    | 59"47       |                  |
| 1993 | Campionati asiatici | Manila      | Salto in lungo | Bronzo    | 6,29 m      |                  |
| 1994 | Giochi asiatici     | Hiroshima   | Salto in lungo | Bronzo    | 6,41 m      |                  |
| 1995 | Mondiali indoor     | Barcellona  | Salto in lungo | 17ª (q)   | 6,11 m      | Record nazionale |
| 1995 | Campionati asiatici | Giacarta    | Salto in lungo | Bronzo    | 6,37 m      |                  |